# Alcolea (Almería)
Pour les articles homonymes, voir Alcolea.
Alcolea (Château ou petit château en arabe) est une commune de la province d'Almería, Andalousie, en Espagne.

## Géographie

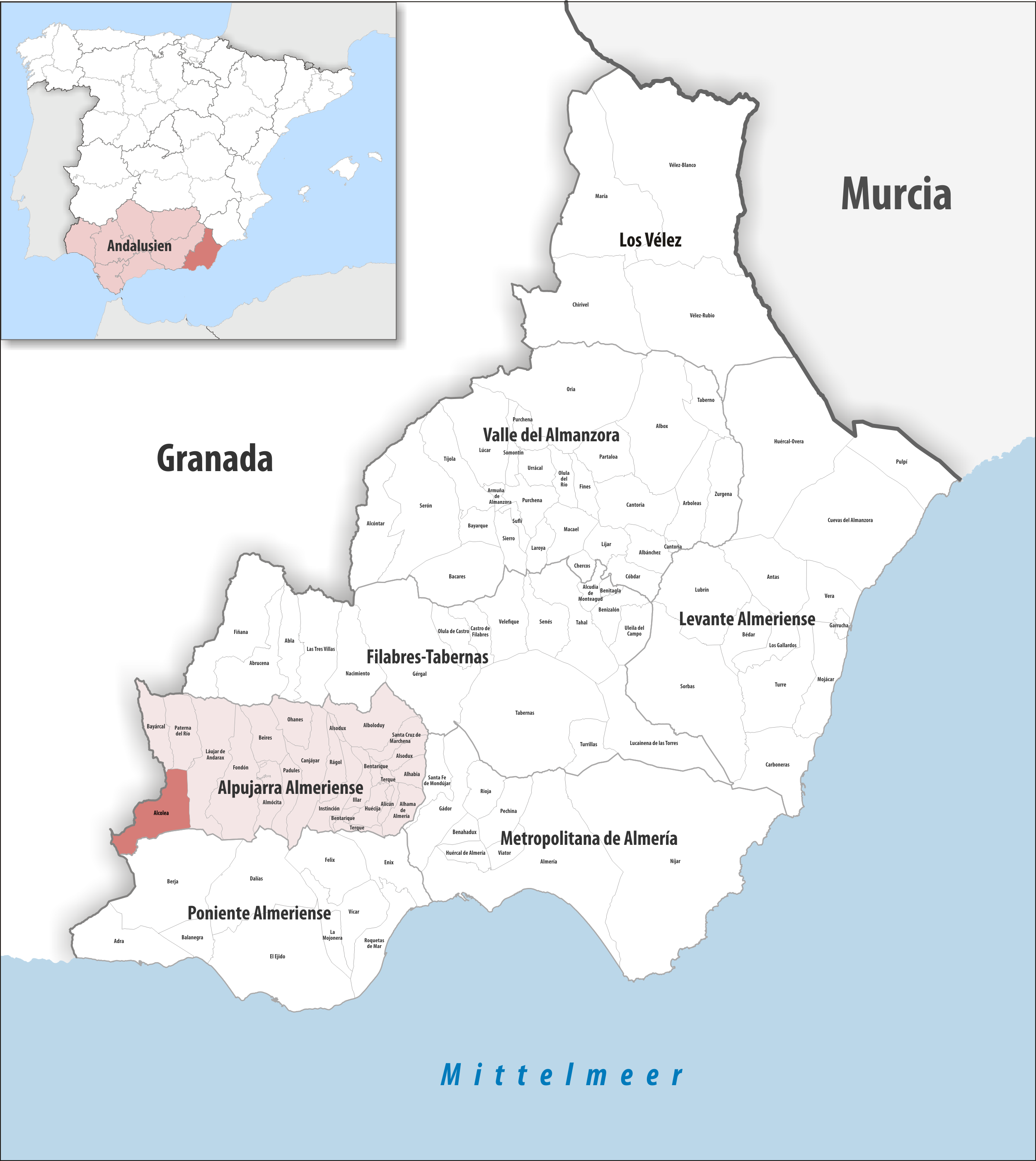
Alcolea dans la comarque Alpujarra almeriense, province d'Almería / en Andalousie

### Localisation
La commune d'Alcolea se trouve au sud-sud-est de l'Espagne, dans le sud-ouest de la province d'Almería et à la pointe sud-ouest de la comarque Alpujarra almeriense.
Elle jouxte à l'ouest quatre communes de la province de Grenade : Nevada, Ugíjar, Murtas et Turón, toutes dans la comarque Alpujarra grenadine.
Almería est à 66 km est ;
Madrid à 503 km nord ;
Malaga à 180 km ouest ;
Gibraltar à 318 km ouest-sud-ouest (distances par route).
Alcolea fait partie de l'Alpujarra, petite région entre la sierra Nevada au nord et la mer Méditerranée au sud, limitée à l'ouest par la sierra de Lujar (es) et à l'est par la sierra de Gádor.

## Histoire
La région était connue sous le nom de La Alpujarra pendant l’émirat musulman et a été appelée Alcolaya pour ses fortifications de l’époque de l’Emirat. On peut encore en voir les ruines au Castillejo.

## Économie
La commune est principalement agricole, avec des champs d'oliviers qui sont dits être les plus hauts du monde.
Vin de pays Laujar-Alpujarra
Elle fait partie de la zone couverte par l'appellation « vin de pays » (es) (Vino de la Tierra) Laujar-Alpujarra (es),
une indication géographique réglementée en 2004. Seules trois communes en font partie : Alcolea, Fondón et Laujar de Andarax.

## Administration
| Période                                  | Période | Identité | Étiquette | Qualité |
| ---------------------------------------- | ------- | -------- | --------- | ------- |
| N/A                                      | N/A     | N/A      | N/A       | Maire   |
| Les données manquantes sont à compléter. |         |          |           |         |

## Lieux et monuments
Parmi les monuments, on distingue l'église Saint-Sébastien et sa curieuse tour, ainsi que la chapelle d'lcolea.

## Culture
Le folklore local est marqué par la musique et les danses de Las Alpujarras, notamment le fandango et les coplas de faena.